# Jean-Paul Davis
Jean-Paul Davis (Kanada, Ontario, Oshawa, 1972. február 10. –) profi kanadai jégkorongozó.

## Karrier
Komolyabb junior karrierjét az Ontario Hockey League-es Oshawa Generalsban kezdte 1988-ban mint védő. Az oshawai csapatban 1992-ig játszott. Az National Hockey League-ben sosem draftolták és nem is játszott a legfelső ligában. Legnagyobb sikere az 1990-es Memorial-kupa győzelem. 1992–1993-ban átigazolt a szintén OHL-es Guelph Stormba. Ez volt az utolsó junior éve. Ezután abba hagyta a játékot és legközelebb csak az egyetemi évei alatt játszott 1996–1998 között az University of Guelph-on. Az egyetem közben nyolc mérkőzésre szerződést kapott az IHL-es Las Vegas Thunder csapatától. Az egyetem után ismét szüneteltette a játékot és legközelebb csak 2000–2001-ben lépett jégre a WCHL-es Bakersfield Condorsban 35 mérkőzésen. Ez volt az utolsó jégkorong idénye.

## Díjai
- Memorial-kupa: 1990
- Senator Joseph A. Sullivan-trófea: 1998